# Mahindra United
Mahindra United was een Indische voetbalclub uit Mumbai. Samen met Dempo SC was het eentoonaangevende club van India. De club werd opgericht in 1962 als Mahindra & Mahindra. In 2000 werd de huidige naam aangenomen. In 2010 werd de club ontbonden.